# Per Sjöstrand
Nils Per Erik Sjöstrand (født 29. juni 1930 i Stockholm, død 25. oktober 2008) var en svensk skuespiller og instruktør.
Sjöstrand gik på Dramatens elevskola fra 1951 til 1954 og var tilknyttet Dramaten indtil 1961. Han var leder af Helsingborgs stadsteater fra 1962 til 1968. Sideløbende med teatret instruerede han også tv-serier, hvoraf flere er baseret på værker af Vilhelm Moberg.
Sjöstrand giftede sig i 1956 med Britt Olofsson, men parret blev skilt i 1961. Fra 1963 og frem til sin død var han gift med Gurie Nordwall.

## Udvalgt filmografi
Skuespiller
- Jens Månsson i Amerika (1947, ukrediteret)
- En tilfældig pige (1952, ukrediteret)
- Ugift far søges (1953)
- Skyggen (1953)
- Ved vejs ende (1957)
- Tyvernes glade dage (1958)
- Frøken Chic (1959, ukrediteret)
- Ole dole doff (1968)
- Pippi Langstrømpe (tv-serie, 1969, kun stemme)
- Berøringen (1971, ukrediteret)
- Agaton Sax och Byköpings gästabud (animationsfilm, 1976)
- Soldat med brutet gevär (tv-serie, 1977)
- Mio, min Mio (1987, svenske dubbing)
- Chefen fru Ingeborg (tv-serie, 1993)
- Rederiet (tv-serie, 1996)
- Där regnbågen slutar (1999)

Instruktør
- Äventyr med gammal bil (tv-film, 1958)
- Ett dockhemm (tv-film, 1970)
- Änkeman Jarl (tv-film, 1971)
- Din stund på jorden (tv-serie, 1973)
- Mor gifter sig (tv-serie, 1979-1980)
- Rid i natt (tv-serie, 1985)
- Sammansvärjningen (tv-serie, 1986)